# Jogos Olímpicos de Verão de 1984
Jogos Olímpicos de Verão de 1984 (em inglês: 1984 Summer Olympics), conhecidos oficialmente como os Jogos da XXIII Olimpíada, foram os Jogos Olímpicos realizados na cidade de Los Angeles, no estado da Califórnia, Estados Unidos, entre 28 de julho e 12 de agosto de 1984. Esta edição, assim como a anterior, também sofreu com um boicote, mas desta vez dos países do antigo bloco socialista, em retaliação ao boicote liderado pelos norte-americanos aos Jogos de Moscou, realizados quatro anos antes. Dos países do antigo bloco socialista somente Romênia, Benim e a República Popular do Congo e as então neutras República Popular da China e Iugoslávia, que havia sediado meses antes os Jogos Olímpicos de Inverno de 1984, participaram dos Jogos.
Apesar do boicote, que mais uma vez prejudicou o nível técnico de várias modalidades dominadas pelos europeus do leste e pelos cubanos, Los Angeles foi candidata única para sede destes Jogos, devido ao receio geral provocado pelos grandes prejuízos econômicos sofridos por Montreal em seus Jogos de 1976 - recebeu a presença de um número recorde de atletas, 6 829 (1 566 mulheres, outro recorde) de 140 países e teve cobertura de mais de 9 mil jornalistas de todo mundo. 
A rica e imponente cerimônia de abertura, oficialmente feita pelo presidente Ronald Reagan, um californiano, ocorreu no mesmo estádio olímpico, o Los Angeles Memorial Coliseum completamente remodelado, onde foram realizadas as primeiras Olimpíadas de Los Angeles em 1932 e contou com a emoção da entrada da chama olímpica carregada pela neta de Jesse Owens, o mais emblemático dos heróis olímpicos americanos e grande nome dos Jogos de 1936 em Berlim, além do antológico voo do homem foguete, numa demonstração da tecnologia dos anfitriões.
Mas o mais importante fato destes Jogos foi o anúncio, feito pelo Presidente do Comitê Organizador Peter Ueberroth meses após seu término, de que eles haviam dado um lucro de 200 milhões de dólares, além do lucro indireto à própria cidade, o que comprovou que bem organizados e com competência organizacional, parceria com a iniciativa privada e bom senso na administração financeira, os Jogos Olímpicos poderiam ser economicamente viáveis, afastando a sombra de uma extinção provocada pela impossibilidade econômica que pairava sobre eles.

## Processo de candidatura
Acompanhando as notícias sobre os grandes prejuízos causados pelos Jogos Olímpicos de Montreal de 1976, apenas duas cidades, Los Angeles e Nova York, expressaram interesse real em ser sede das Olimpíadas de 1984. Já que a regra do Comitê Olímpico Internacional determinava que só pode haver uma candidatura por país, a votação do Comitê Olímpico dos Estados Unidos acabou se tornando determinante para a escolha da cidade anfitriã. Nesta votação, a candidatura de Los Angeles venceu a de Nova York por 55 votos contra 39.

## Boicote

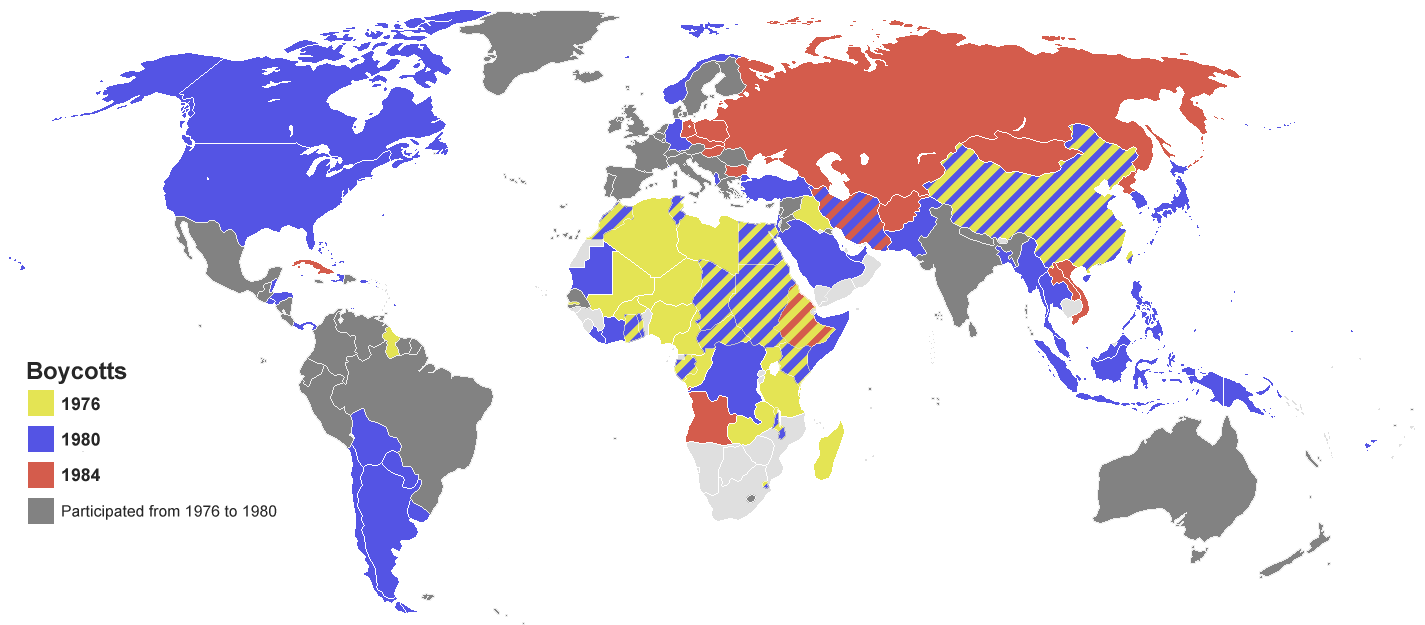
Mapa dos boicotes olímpicos

Após as Olimpíadas de 1980, que haviam sido boicotadas pelos Estados Unidos e vários países do bloco capitalista por conta da invasão soviética ao Afeganistão em 1979, foi a vez da União Soviética liderar os membros do Pacto de Varsóvia e outros países comunistas em um boicote às Olimpíadas de Los Angeles. As razões para o boicote liderado pelos soviéticos em 1984 foram preocupações com a segurança, "sentimentos chauvinistas" e "uma histeria antissoviética... sendo instigada" nos Estados Unidos. Alguns meses antes, os países do bloco capitalista enviaram delegação a Sarajevo, na então comunista Iugoslávia, para participar dos Jogos de Inverno do mesmo ano.
Diferentemente dos soviéticos, que apresentaram várias referências e lamentações a respeito do boicote dos inimigos em meio aos eventos olímpicos, como o uso de bandeiras brancas simbolizando a paz e o choro do mascote Misha, os norte-americanos não fizeram qualquer menção ao boicote em cerimônias oficiais. Além disso, os Estados Unidos, que há quatro anos protestavam contra a intervenção soviética no Afeganistão e como consequência boicotavam os Jogos Olímpicos de Moscou, mais tarde participavam da Invasão de Granada em 1983. Além disso, os EUA também estavam envolvidos na Guerra Civil Libanesa, mas diferentemente dos americanos, os soviéticos não abriram qualquer discussão a esse respeito.

## Fatos e destaques

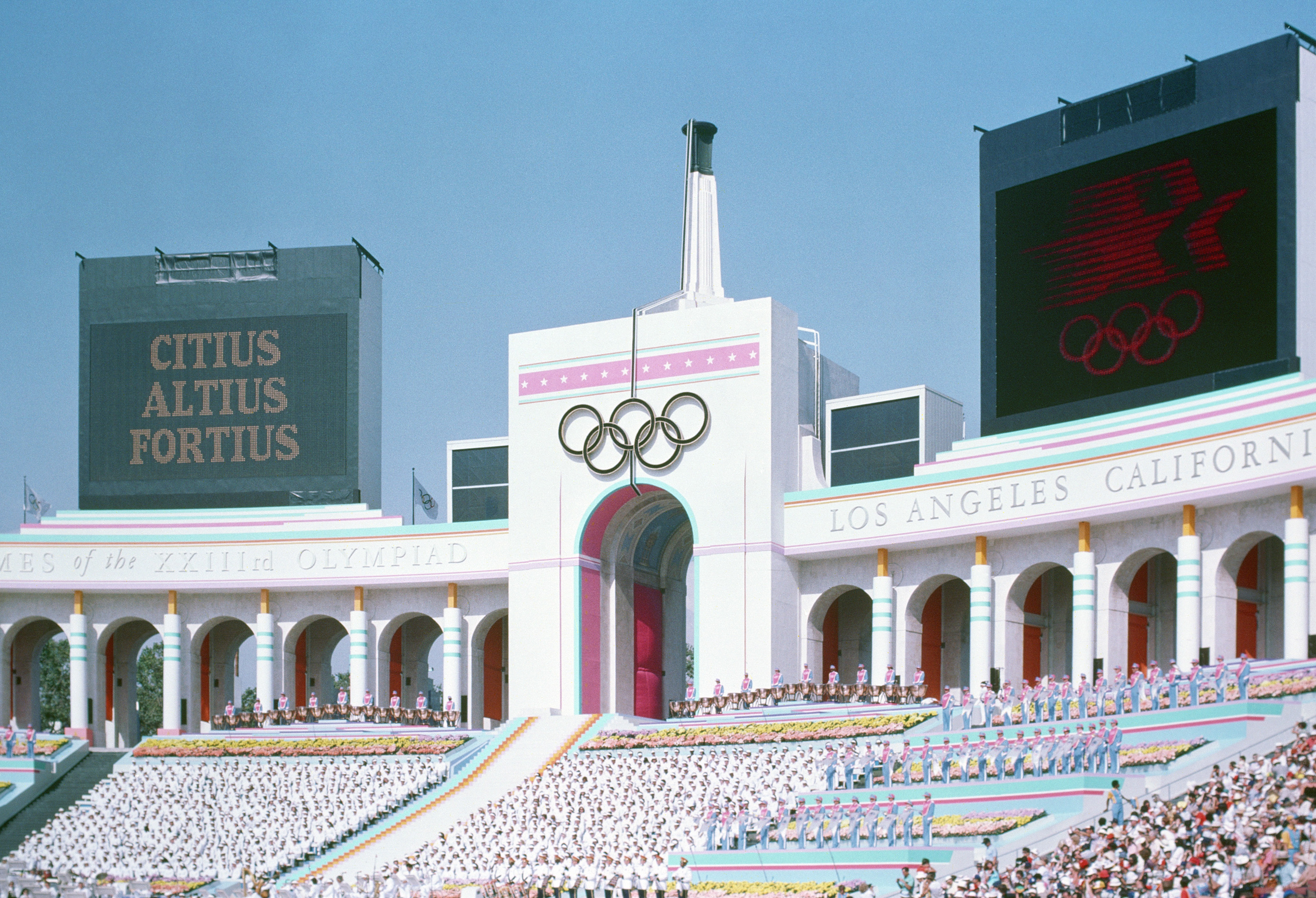
Cerimônia de abertura no Los Angeles Memorial Coliseum.

- Estas foram as Olimpíadas do velocista americano Carl Lewis, figura mais popular dos Jogos, que igualou o recorde de Jesse Owens em 1936, conquistando quatro medalhas de ouro nos 100 m, 200 m e revezamento 4x100 metros, além do salto em distância.

- Como consequência da Resolução de Nagoia assinado em 1981, a República Popular da China participou pela primeira vez dos Jogos Olímpicos, conquistando o total de 15 medalhas de ouro. A partir desta edição, a então República da China passaria a competir como Taipé Chinês.

- Los Angeles viu a estreia da maratona feminina, ganha pela norte-americana Joan Benoit, mas que tem sua lembrança mais dramática nas imagens da suíça Gabriela Andersen-Scheiss, completamente desidratada e desorientada pelo esforço no calor, se arrastando por toda a pista de atletismo até cair desacordada nos braços dos médicos sobre a linha de chegada.

- O nado sincronizado, a ginástica rítmica e a prancha a vela (windsurf) na vela, também fizeram sua estreia nos Jogos.

- A Romênia foi o único país comunista da Cortina de Ferro que participou das competições em Los Angeles, conseguindo um recorde de 53 medalhas, 20 delas de ouro, na melhor apresentação olímpica de sua história até hoje.

- Na ginástica artística, Mary Lou Retton se tornou a primeira norte-americana a conquistar a medalha de ouro da prova geral da competição, mesmo com a presença na disputa das romenas, tradicionais medalhistas da ginástica.

- O governo da Califórnia construiu um terminal totalmente novo no Aeroporto Internacional de Los Angeles, só para receber os atletas, dirigentes e jornalistas presentes, o Tom Bradley International Terminal.

- Nawal El Moutawakel, do Marrocos, tornou-se a primeira campeã olímpica muçulmana, ao vencer a prova feminina dos 400 m com barreiras, modalidade estreante em Jogos.

- O torneio de futebol, que deu a medalha de ouro à França ao derrotar na final o Brasil por 2–0, foi disputado na presença de massas de torcedores, que lotaram todas as partidas em todos os estádio aonde estava sendo disputado, num sucesso da modalidade totalmente inesperado. O palco da final, Rose Bowl, de mais de 100 mil lugares teve praticamente todos os ingressos vendidos em todos os jogos. O interesse despertado pelo futebol nestes Jogos pode ser considerado a semente da realização da Copa do Mundo FIFA de 1994 nos Estados Unidos e ao crescimento do futebol no país, até então quase inexistente, que o levou a três campeonatos olímpicos no futebol feminino e dois campeonatos mundiais e à presença constante de sua equipe nacional masculina na Copa do Mundo FIFA.

- O britânico Sebastian Coe tornou-se o primeiro e único atleta olímpico a repetir uma vitória nos 1500 m do atletismo.

- Os países que boicotaram esta Olimpíada organizaram quase na mesma época uma outra competição de alto nível chamada Jogos da Amizade.

- Pela primeira vez um atleta paraplégico participou oficialmente dos Jogos, com a arqueira Neroli Fairhall disputando provas no tiro com arco.

- O Brasil conseguiu ali a então melhor participação de sua história, com um total inédito de 8 medalhas, 1 de ouro, 5 de prata e 2 de bronze. O grande nome da participação brasileira foi o meio-fundista Joaquim Cruz, campeão olímpico dos 800 metros rasos, derrotando num sprint espetacular o até então imbatível recordista mundial da prova Sebastian Coe, da Grã-Bretanha, e conquistando a primeira medalha de ouro brasileira no atletismo desde as vitórias de Adhemar Ferreira da Silva no salto triplo, trinta anos antes.

- E Portugal finalmente conquistou sua primeira medalha de ouro em Olimpíadas, com a vitória de Carlos Lopes na maratona, estabelecendo um recorde olímpico da prova que durou até 2008, além de duas medalhas de bronze com António Leitão e Rosa Mota.

## Modalidades disputadas
| - Atletismo (detalhes) - Basquetebol (detalhes) - Boxe (detalhes) - Canoagem (detalhes) - Ciclismo (detalhes) - Esgrima (detalhes) - Futebol (detalhes) - Ginástica (detalhes) - Halterofilismo (detalhes) - Handebol (detalhes) - Hipismo (detalhes) - Hóquei sobre a grama (detalhes) |  | - Judô (detalhes) - Lutas (detalhes) - Nado sincronizado (detalhes) - Natação (detalhes) - Pentatlo moderno (detalhes) - Pólo aquático (detalhes) - Remo (detalhes) - Saltos ornamentais (detalhes) - Tiro (detalhes) - Tiro com arco (detalhes) - Vela (detalhes) - Voleibol (detalhes) |

## Países participantes

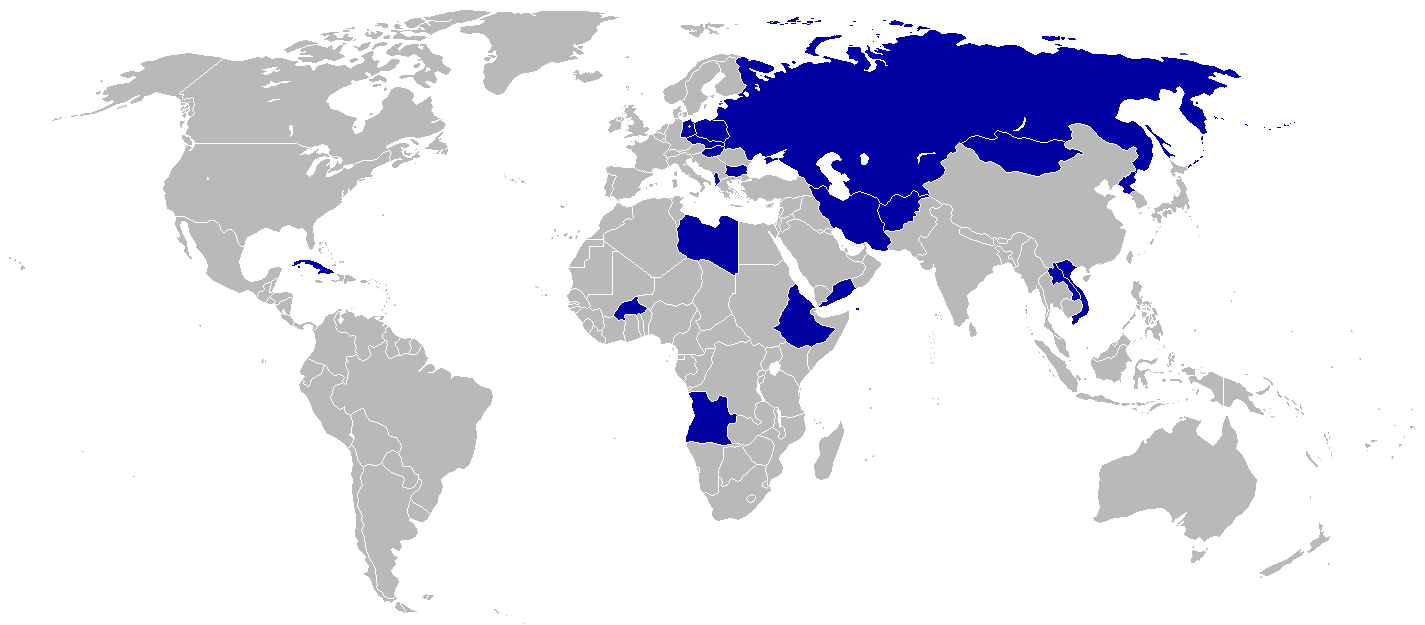
Em azul as nações que boicotaram os Jogos Olímpicos em 1984

Atletas de 140 Comitês Olímpicos Nacionais competiram nos Jogos Olímpicos de Los Angeles. Dezoito nações fizeram sua estreia olímpica: Bahrein, Bangladesh, Butão, Catar, Djibuti, Emirados Árabes Unidos, Gâmbia, Granada, Guiné Equatorial, Iêmen do Norte, Ilhas Salomão, Ilhas Virgens Britânicas, Maurício, Mauritânia, Omã, Ruanda, Samoa Ocidental e Tonga. O Zaire havia competido em 1968 como "Congo-Kinshasa". A República Popular da China fez sua primeira aparição em Olimpíadas desde 1952, enquanto que a equipe da República da China participou pela primeira vez sob o nome de Taipé Chinês.
Quatorze nações aderiram ao boicote soviético em 1984, no entanto alguns países comunistas optaram em comparecer aos Jogos, entre eles a Iugoslávia, a República Popular da China e a Romênia (único país do Pacto de Varsóvia que optou por ignorar as exigências soviéticas).
Na lista abaixo, o número entre parênteses indica o número de atletas por cada nação nos Jogos:
- FRG Alemanha Ocidental (394)
- AND Andorra (2)
- ANT Antígua e Barbuda (13)
- AHO Antilhas Neerlandesas (8)
- KSA Arábia Saudita (40)
- ALG Argélia (32)
- ARG Argentina (87)
- AUS Austrália (246)
- AUT Áustria (102)
- BAH Bahamas (22)
- BRN Barém (10)
- BAN Bangladesh (1)
- BAR Barbados (16)
- BEL Bélgica (67)
- BIZ Belize (11)
- BEN Benim (3)
- BER Bermudas (12)
- BIR Birmânia (1)
- BOL Bolívia (12)
- BOT Botsuana (7)
- BRA Brasil (151)
- BHU Butão (6)
- CMR Camarões (49)
- CAN Canadá (439)
- QAT Catar (27)
- CHA Chade (3)
- CHI Chile (57)
- CHN China (219)
- CYP Chipre (10)
- COL Colômbia (37)
- CGO Congo (10)
- KOR Coreia do Sul (204)
- CIV Costa do Marfim (12)
- CRC Costa Rica (28)
- DEN Dinamarca (63)
- DJI Djibuti (3)
- EGY Egito (114)
- ESA El Salvador (10)
- UAE Emirados Árabes Unidos (7)
- ESP Espanha (185)
- USA Estados Unidos (522)
- ECU Equador (10)
- FIJ Fiji (15)
- PHI Filipinas (20)
- FIN Finlândia (88)
- FRA França (243)
- GAB Gabão (4)
- GAM Gâmbia (7)
- GHA Gana (23)
- GBR Grã-Bretanha (338)
- GRN Granada (7)
- GRE Grécia (51)
- GUA Guatemala (24)
- GUY Guiana (6)
- GUI Guiné (3)
- GEQ Guiné Equatorial (5)
- HAI Haiti (4)
- HON Honduras (12)
- HKG Hong Kong (48)
- YAR Iêmen do Norte (2)
- CAY Ilhas Cayman (8)
- SOL Ilhas Salomão (3)
- ISV Ilhas Virgens Americanas (33)
- IVB Ilhas Virgens Britânicas (9)
- IND Índia (48)
- INA Indonésia (16)
- IRQ Iraque (24)
- IRL Irlanda (43)
- ISL Islândia (32)
- ISR Israel (31)
- ITA Itália (305)
- YUG Iugoslávia (139)
- JAM Jamaica (45)
- JPN Japão (247)
- JOR Jordânia (12)
- KUW Kuwait (23)
- LES Lesoto (4)
- LIB Líbano (21)
- LBR Libéria (9)
- LIE Liechtenstein (7)
- LUX Luxemburgo (5)
- MAD Madagascar (4)
- MAS Malásia (21)
- MAW Malawi (15)
- MLI Mali (4)
- MLT Malta (8)
- MAR Marrocos (40)
- MRI Maurício (4)
- MTN Mauritânia (4)
- MEX México (99)
- MOZ Moçambique (9)
- MON Mônaco (8)
- NEP Nepal (11)
- NCA Nicarágua (25)
- NIG Níger (3)
- NGR Nigéria (33)
- NOR Noruega (104)
- NZL Nova Zelândia (130)
- OMA Omã (16)
- NED Países Baixos (127)
- PAN Panamá (8)
- PNG Papua-Nova Guiné (7)
- PAK Paquistão (29)
- PAR Paraguai (14)
- PER Peru (38)
- PUR Porto Rico (51)
- POR Portugal (39)
- KEN Quênia (60)
- CAF República Centro-Africana (2)
- DOM República Dominicana (39)
- ROM Romênia (125)
- RWA Ruanda (3)
- WSM Samoa Ocidental (8)
- SMR San Marino (19)
- SEY Seicheles (9)
- SEN Senegal (24)
- SLE Serra Leoa (7)
- SIN Singapura (5)
- SYR Síria (7)
- SOM Somália (7)
- SRI Sri Lanka (4)
- SWZ Suazilândia (8)
- SUD Sudão (5)
- SWE Suécia (176)
- SUI Suíça (129)
- SUR Suriname (5)
- THA Tailândia (35)
- TPE Taipé Chinês (59)
- TAN Tanzânia (18)
- TOG Togo (6)
- TGA Tonga (7)
- TRI Trinidad e Tobago (16)
- TUN Tunísia (23)
- TUR Turquia (47)
- UGA Uganda (26)
- URU Uruguai (19)
- VEN Venezuela (26)
- ZAI Zaire (8)
- ZAM Zâmbia (16)
- ZIM Zimbabwe (16)

## Quadro de medalhas
| Ordem | País                   | Medalha de ouro | Medalha de prata | Medalha de bronze |     |  |
| ----- | ---------------------- | --------------- | ---------------- | ----------------- | --- |  |
| 1     | USA Estados Unidos     | 83              | 61               | 30                | 174 |  |
| 2     | ROU Romênia            | 20              | 16               | 17                | 53  |  |
| 3     | FRG Alemanha Ocidental | 17              | 19               | 23                | 59  |  |
| 4     | CHN China              | 15              | 8                | 9                 | 32  |  |
| 5     | ITA Itália             | 14              | 6                | 12                | 32  |  |
| 6     | CAN Canadá             | 10              | 18               | 16                | 44  |  |
| 7     | JPN Japão              | 10              | 8                | 14                | 32  |  |
| 8     | NZL Nova Zelândia      | 8               | 1                | 2                 | 11  |  |
| 9     | YUG Iugoslávia         | 7               | 4                | 7                 | 18  |  |
| 10    | KOR Coreia do Sul      | 6               | 6                | 7                 | 19  |  |
|       |                        |                 |                  |                   |     |  |
| 19    | BRA Brasil             | 1               | 5                | 2                 | 8   |  |
|       |                        |                 |                  |                   |     |  |
| 23    | POR Portugal           | 1               |                  | 2                 | 3   |  |